# 브리트니 번스
브리트니 번스(Brittany Byrnes, 1987년 7월 31일 ~ )는 오스트레일리아의 배우이다.